# Березневі коти (фільм)
«Березневі коти» (англ. Tomcats) — американський комедійний фільм 2001 року сценариста та режисера Грегорі Пуарьє.

## Синопсис
Фільм розповідає про групу друзів, які уклали парі на гроші — солідну суму отримає той, хто одружиться останнім. В холостяках з усієї компанії залишаються двоє. Неодружений художник-мультиплікатор Майкл Делані намагається умовити іншого неодруженого друга Кайла зв'язати себе шлюбними узами з приголомшливою дівчиною Наталі, яка працює офіцером поліції. Адже Майклу потрібно погасити борг, що утворився в результаті невдач в азартних іграх, і якщо він залишиться останнім холостяком, гроші парі стануть його.
Проте все ускладнюється тим, що сам Кайл поки не готовий одружитися, а Майкл по вуха закохується в Наталі. Щоб відволіктися від цієї дилеми, Майкл вирішує пуститися у всі тяжкі, попутно зустрічаючи різних жінок, кожна з яких залишає яскраві спогади у чоловіка — наприклад, зустріч з тихою бібліотекаркою, яка виявилася великою любителькою жорсткого садо-мазо та її охочою до сексу бабусею.
Тим часом Кайла травмує операція з видалення одного з яєчок. А Майклові постійно нагадує про себе громила, що вимагає повернути гральний борг.

## У ролях
- Джеррі О'Коннелл — Майл Делані
- Шеннон Елізабет —— офіцер Наталі Паркер
- Джейк Бьюзі — Кайл Бреннер
- Гораціо Санз — Стів
- Джеймі Преслі — Тріша
- Берні Кейсі — офіцер Герлі
- Девід Огден Стайрз — доктор Кроуфорд
- Кендіс Мішель — стриптизерка
- Гізер Стівенс — бібліотекарка Джилл
- Джулія Шульц — Шелбі
- Білл Маєр — Карлос, власник казино
- Дакота Фаннінг — дівчинка в парку

## Критика
Рейтинг фільму на сайті IMDb — 5,2/10, Rotten Tomatoes — 15 % свіжості та 72 % оцінка аудиторії.

## Цікаві факти
- Джозеф Д. Рейтман у фільмі виконує роль чоловіка, що намагається познайомитися з офіцером Паркер, у виконанні акторки Шеннон Елізабет. Райтмен — чоловік Елізабет.